# Laphria nigripennis
Laphria nigripennis är en tvåvingeart som beskrevs av Johann Wilhelm Meigen 1820. Laphria nigripennis ingår i släktet Laphria och familjen rovflugor. Inga underarter finns listade i Catalogue of Life.